# Hellnation
Hellnation é uma banda de thrashcore/grindcore formada em Kentucky nos Estados Unidos em 1989. 
São conhecidos como os reis do thrash da cena underground mundial.
Tocaram no Brasil em 2004 com as bandas Mukeka Di Rato (Espírito Santo, Brasil) e  Vivisick (Japão). Tiveram seus álbuns lançados no país pela gravadora Läjä Records.
Atualmente a banda está em recesso.

## Formação
- Albert - (bateria/vocal)
- Ken - (guitarra)
- Doug - (baixo)

## Discografia

### Álbuns de estúdio
- Control (1997)
- Sounds Like Shit (1997)
- Your Chaos Days Are Numbered (1998)
- Fucked Up Mess (1999)
- Cheerleaders for Imperialism(1999)
- Dynamite Up Your Ass (2002)

### EP's, coletâneas e splits
- At War With Emo (EP, 1997)
- Thrash or Die (EP, 1998)
- Thrash Wave (2002)
- Real Reggae / Hellnation / Slight Slappers (3-way split, 2002)
- Hellnation (split, 2003)